# Station Saint-Martin-du-Touch
Station Saint-Martin-du-Touch is een spoorwegstation in de Franse gemeente Toulouse.